# IgA신증
IgA 신증(IgA nephropathy), IgA 콩팥병 또는 버거병(Berger's disease)은 사구체신염(신장의 사구체에 범발성으로 일어나는 염증성 질환)의 일종이다. IgA 신증은 시간이 지나면서 점점 악화되는 병이며, 첫 진단 20년 안에 후 만성 신부전증까지 진행될 확률이 통계적으로 25~30%에 달한다. 본인이 잘 모르고 지나가기 쉬운 병이기 때문에, 소변 검사가 체계적으로 이루어지는 국가(학생 건강 검진이 의무화된 대한민국, 일본 등)에서 진단율이 높다.

## 같은 말
- IgA 신증후군(신증)
- IgA 신장병
- 면역글로불린에이 콩팥병증
- 면역글로불린에이 신장병증
- IgAN
- synpharyngitic glomerulonephritis

버거병(Berger's disease)은 이름이 유사한 버거씨병(Buerger's disease, 폐쇄성 혈전혈관염)과는 전혀 관련이 없는 다른 병이다.

## 원인
사구체신염의 원인 중 IgA 신증이 가장 높은 비율을 차지한다.
IgA 신증은 발병 초기에 신장 사구체에 IgA 항체(면역글로불린 A)가 축적되는것으로 시작한다.
이 기전에 관여하는 질병들이 있는데, 쇤라인-헤노흐자반병(Henoch-Schönlein purpura, HSP)이 널리 알려져 있다. HSP는 양성 IgA 신증을 일으키는 원인으로 알려져 있다.
또한, 편도선염(acute tonsillitis) 역시 급성 IgA 신증을 일으킬 가능성이 있다. 이 경우 단기간 동안 병의 악화가 상당히 많이 진행된다
 편도선이 신장을 악화시킨다는 목소리가 크지만, 신장학계에서 편도선 제거 수술(tonsillectomy)의 실효가 논란이 되고 있다. 주로 일본 의학계는 편도선 제거 수술을 옹호하는 편이다. 한국에서는 최근 들어 연세 세브란스 병원에서 IgA 신증 환자에게 편도선 제거 수술을 많이 권하는 추세다.
간혹 위장 혹은 신장의 직접적인 감염도 IgA 신증을 유발하기도 한다.
위에 언급한 감염 증상들은 점막(mucouse)을 자극해 방어기전을 자극한다. 점막(mucous membrane)에 다량의 IgA를 분비하는 것이 점막의 주된 방어기전인데, 이 IgA가 적절한 위치에서 이탈하는 것이 IgA 신증의 원인이라고 생각된다.

## 병변 및 증상

### 일반
IgA 신증의 가장 흔한(40~50%의 경우) 증상은 반복되는 육안적 혈뇨(hematuria)인데, 환자는 일반적으로 상기도감염 발병 후 하루 내지 이틀 이내 육안적 혈뇨를 배설한다(사구체의 족세포 그물망에 염증이 생겨 적혈구가 배설되는 상황이므로, 사구체에 염증이 생겼다는것을 알 수 있다.)
발병 후 수주 이후부터 단백뇨가 배설된다. 단백뇨는 소변을 통해 단백질이 배출되는 현상으로, 사구체신염을 점점 악화시키는 원인이기도 하다.
대부분의 환자는 허리 통증을 겪는다. 육안적 혈뇨는 대부분 며칠 안에 회복되지만, 현미경적 혈뇨(microscopic hematuria)는 그 후에도 지속되는 경우가 많다. 증상이 가벼운 환자들은 불규칙적인 주기로 혈뇨를 반복하다가, 서서히 증상이 완화된다. 대부분의 환자들은 신 기능이 정상상태로 유지되지만, 신부전증까지 병이 진행되는 환자들도 많다. 시간이 지날수록 점점 병이 악화되기 때문에 젊은 나이에 발병할 경우 신부전증까지 진행되는 사례가 더 많다.

조금 연령층이 높은 20~30%의 환자들은 단백뇨를 동반한 현미경적 혈뇨 증상을 나타낸다. (대부분 2gram/day 미만.) 이들은 아무런 자각증상을 느끼지 못하는 것이 일반적이며, 소변 검사에서 이상 소견을 받은 뒤 조직검사를 받고 나서야 발견되는 경우가 대부분이다.

### 경과
IgA 신증의 일반적인 경과는 다음과 같다.
- 신증후군
  - 3~3.5g 이상의 단백뇨를 배설.
- 급성 신부전
  - 굉장히 빠르게 진행되는 급성 사구체신염으로 인해 급성 신부전 증상을 나타냄. (만성 신부전증을 일으킬 수 있는 중대한 요소.)
- 만성 신부전
  - 초기에는 별다른 증상이 없으나 점점 신기능이 저하되면서 피로, 가려움증, 식욕부진, 빈혈 등의 증상이 나타난다. 말기에 이르면 호흡곤란, 식욕부진, 부종 등이 심해지며 투석이나 신장이식 등의 치료를 받지 않으면 정상적인 생활을 할 수가 없다. 심 혈관계 이상을 일으키기도 한다. 철저한 관리를 통해 증상 악화를 완화하거나 억제할 수 있다.

### 관련 질병
IgA 신증은 다음과 같은 질병들을 일으키거나 연관되어 합병증을 일으킬 수 있다.
- 간부전
- 만성소화장애증(셀리악병, celiac disease)
- 류마티스 관절염
- 라이터증후군(Reiter's disease)
- 강직성 척추염(ankylosing spondylitis)

IgA 신증을 진단받은 환자가 다른 합병증에 걸릴 경우 대부분의 경우 굉장히 심각한 진단 결과를 받는다. 간단한 감기에 걸리더라도 신장에 굉장히 커다란 부담을 주기 때문에 평소 질병 예방을 철저히 하는 습관이 중요하다.

## 진단
현미경적, 혹은 육안적 혈뇨 증상을 가지거나, 단백뇨 혹은 크레아틴 수치가 높은 성인 환자를 대상으로 신장 초음파검사를 실시한다. 단순한 방광염으로 인한 출혈과 구분하기 위해 방광내시경 검사를 하는 경우도 있다(요도와 전립선을 다칠 위험이 있으므로 일반적으로 남성은 받지 않는다.) 위 검사들을 통해 신장결석이나 방광암으로 인한 출혈인지, 사구체 신염으로 인한 혈뇨인지를 검사한다.
어린이나 젊은 환자의 경우 급성 상기도감염 병력이 있을 경우 IgA 신증을 의심해 볼 수 있다. 하지만 신장 조직검사를 실시하기 전까지는 정확한 진단을 내릴 수 없다.

## 치료
IgA가 사구체에 침착되면서 악화되는 병이므로, 가장 이상적인 치료방법은 사구체에서 IgA를 제거한 뒤, 다시 달라붙지 않도록 예방하는 것이다. 하지만 문자 그대로 이상에 지나지 않는다.
IgA 신증은 아직까지 치료방법이 밝혀지지 않은 불치병이다. 하지만 신 기능의 악화를 예방하기 위해 몇가지 조치를 취한다.

### 혈압약
혈압이 높으면 사구체가 더 빠르게 손상된다. 그러므로 혈압을 낮추어 주는 혈압약을 함께 처방하는 것이 일반적이다.
처방하는 혈압약은 주로 레닌-알도스테론 계열의 이뇨제이다. 혈압을 조절하기 위해 환자는 짠 음식이나 카페인, 자몽과 같이 칼륨이 많은 음식의 섭취를 피해야 한다. 혈압이 높아지면 신장의 손상 속도가 빨라진다. 그리고 신장이 손상될수록 혈압이 상승한다. 양성 피드백이 형성될 수 있으므로 혈압관리를 철저히 해야 한다.

### 스테로이드 충격 요법
IgA 신증 환자에게 스테로이드 호르몬 충격 요법을 실시할 수 있다. 하지만 생식 세포에 장애가 올 수 있으므로 더 이상 출산 계획이 없을 경우에만 실시하는 것이 좋다.

### 오메가 3
IgA 단백질의 특정 부위와 오메가3가 반응해 사구체에 축적되는것을 막는다는 연구결과가 있다.
한국에서는 주로 오마코연질캡슐을 처방한다. 하지만 모든 의사들이 처방해 주는 약은 아니기 때문에, 환자들끼리 음지에서 사고파는 경우도 많다.

### 편도 제거 수술
편도선 제거 수술이 IgA 신증 환자의 수명 연장에 도움이 된다는 연구결과가 있다.
 하지만 그 실효성은 아직 논란에 휩싸여 있다.

### 신장 환자식
단백질 섭취를 줄이고 음식을 즐기기 위하여 단백질 함유량을 1/35로 줄인 신장 환자식의 섭취가 필요할 수 있다.